# Chaerophyllum karsianum
Chaerophyllum karsianum är en flockblommig växtart som beskrevs av Kit Tan och Ocakv. Chaerophyllum karsianum ingår i släktet rotkörvlar, och familjen flockblommiga växter. Inga underarter finns listade i Catalogue of Life.